# Herb Sępopola
Herb Sępopola – jeden z symboli miasta Sępopol i gminy Sępopol w postaci herbu.

## Wygląd i symbolika
Herb przedstawia na srebrnej tarczy herbowej czerwoną, ceglaną i blankowaną bramę miejską z takąż basztą po lewej stronie, pływające na złotej łodzi po błękitnych wodach. Baszta dodatkowo posiada szpiczasty dach.
Jest to herb mówiący, odwołujący się do pierwotnej postaci niemieckiej nazwy miasta (Schiffenburg – w wolnym tłumaczeniu „gród okrętowy”). Kolory w herbie symbolizują: srebro-biel – czystość, prawdę, niewinność; złoto-żółty – wiarę, stałość, mądrość, chwałę; błękit-lazur – czystość, lojalność, wierność; czerwień – wspaniałomyślność, hart ducha.